# Geri e Freki

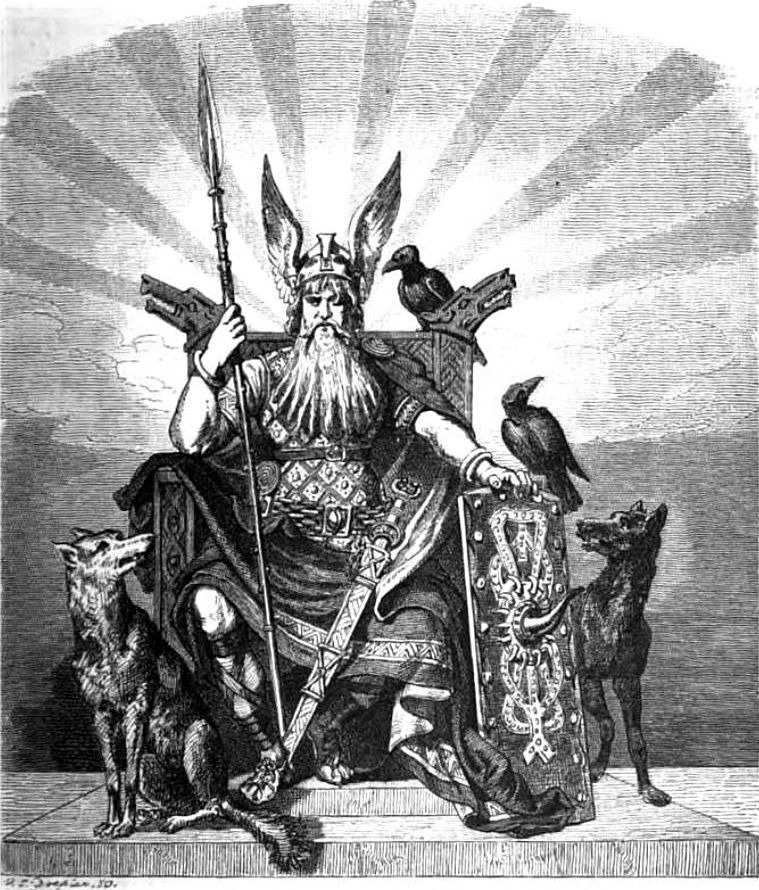
Il Dio Odino intronizzato e affiancato dai lupi Geri e Freki e corvi Huginn e Muninn, in un'illustrazione del 1882 di Carl Emil Doepler.

Geri e Freki (dal norreno "avaro" e "ingordo", talvolta chiamati anche Gere e Freke) sono una coppia di lupi della mitologia norrena, compagni del Dio Odino. La loro esistenza è attestata in una raccolta compilata nel XIII secolo in base a fonti precedenti e nella prima parte della Edda in prosa dello scrittore Snorri Sturluson. Il Gylfaginning 38, racconta di come Odino dia da mangiare ai due lupi la carne quando egli si trova nel Valhalla, perché non se ne ciba lui stesso, giacché la sua alimentazione consiste solo nell'idromele. La coppia di animali è stata paragonata a figure simili presenti nella mitologia greca, romana e vedica, e potrebbe anche essere connessa alle credenze inerenti alle "bande di guerrieri lupo" germaniche, i cosiddetti Úlfhéðnar.

## Etimologia
L'interpretazione dei nomi Geri e Freki vuole che significhino "l'avaro" e "l'ingordo". Il nome "Geri''  può risalire all'aggettivo proto-germanico *geraz, attestato come girs in burgundi, gerr in norreno e ger o giri in lingua alto-tedesca antica, tutti significanti "avaro". Il nome Freki invece può risalire all'aggettivo proto-germanico *frekaz, attestato come faihu-friks (bramoso, avaro) in gotico, frekr (avaro) in norreno antico, freco (desideroso, avaro, ingordo, audace) in inglese antico, e freh (avaro) in lingua alto-tedesca antica. Il professore John Lindow interpreta i nomi in norreno antico come aggettivi nominalizzati. Il professore Bruce Lincoln invece fa risalire ancora più indietro nel tempo l'origine della parola Geri, sino al protoindoeuropeo *gher-, una parola con lo stesso significato individuato in Garmr, un nome che si riferisce al segugio strettamente associato con gli eventi del Ragnarök.

## Attestazioni
Nel poema eddico Grímnismál, il dio Odino (travestito da Grímnir) fornisce al giovane Agnarr informazioni sui compagni di Odino. Al giovane viene detto che il dio dà da mangiare a Geri e Freki, mentre lui stesso consuma solo vino.
seðr gunntamiðr,

hróðigr Heriaföðr;

en við vín eitt

vápngöfugr

Óðinn æ lifir.»
nutre, avvezzo alla guerra,

Heriaföðr glorioso.

Ma soltanto col vino

fiero nell'armatura,

Odino vive per sempre.»
(Edda poetica - Grímnismál - Il discorso di Grímnir XIX)
La coppia è allusa anche tramite la kenning "I segugi di Viðrir (Odino)" nel poema norreno Helgakviða Hundingsbana I, precisamente nel verso 13, dove è correlata al fatto che vagano per i campi "avidi dei cadaveri di coloro che sono caduti in battaglia".
Nell'Edda in prosa, nel Gylfaginning 38, la figura di Hár intronato spiega come Odino dia da mangiare ai due lupi la carne sul suo tavolo, poiché Odino non ha bisogno di cibo, dato che il vino per lui è sia cibo che bevanda. Hár cita le stanze sopra menzionate in supporto a ciò che dice. Nel capitolo 75 dell'Edda, nel Skáldskaparmál, c'è una lista di lupi selvatici (warg) e lupi, in cui sono inseriti i nomi di Geri e Freki.
Nella poetica scalda, Geri e Freki sono nomi comuni usati per il termine "Lupo. Nel capitolo 58 del Skáldskaparmál (citato nei lavori sugli scaldi Þjóðólfr a cura di Hvinir and Egill Skallagrímsson). I nomi  Geri e Freki sono ancora una volta usati per descrivere il termine "lupo", nel capitolo 64 del libro Háttatal dell'Edda in prosa. Si fa riferimento a Geri nei kenning per descrivere il "sangue" nel capitolo della Skáldskaparmál, e per "carogna" nel capitolo 60. Freki è anche usato per il kenning per la "carogna" (Carne di Freki) in un lavoro di Þórðr Sjáreksson nel capitolo 58 del Skáldskaparmál.

### Fonti
- Snorri Sturluson, Edda in prosa.

### Studi
- Bellows, Henry Adams (1923). The Poetic Edda. American-Scandinavian Foundation.
- Bellows, Henry Adams (1936). The Poetic Edda. Princeton: Princeton University Press.
- Bloomfield, Maurice (1908) "Cerberus" in: Hastings, James (Ed.) Encyclopaedia of Religion and Ethics, Vol. 5. Edinburgh: T. & T. Clark.
- Faulkes, Anthony (Trans.) (1995). Edda. Everyman. ISBN 0-460-87616-3.
- Grimm, Jacob (1882). Teutonic Mythology, Vol. I, Translated from the 4th Edition by James Steven Stallybrass. London: George Bell & Sons.
- Halsall, Guy, Review of Spiedel, Ancient Germanic Warriors, Early Medieval Europe (2006) 14.3, 348
- Bruce Lincoln, Death, War, and Sacrifice: Studies in Ideology and Practice, Chicago, University of Chicago Press, 1991, ISBN 0-226-48199-9.
- Lindow, John (2001). Norse Mythology: A Guide to the Gods, Heroes, Rituals, and Beliefs. Oxford University Press. ISBN 0-19-515382-0.
- Orel, Vladimir (2003). A Handbook of Germanic Etymology. Leiden: Brill. ISBN 90-04-12875-1.
- Simek, Rudolf (2007) translated by Angela Hall. Dictionary of Northern Mythology. D.S. Brewer. ISBN 0-85991-513-1
- Lars Silén, Några Reflektioner Angående Bilderna på Balingsta-Stenen i Uppland (PDF), in Fornvännen, vol. 78, Swedish National Heritage Board, 1983,  pp. 88-91. URL consultato il 28 gennaio 2010.
- Spiedel, Michael (2004). Ancient Germanic Warriors: Warrior Styles from Trajan's Column to Icelandic Sagas. Routledge. ISBN 0-415-31199-3
- Thorpe, Benjamin (Trans) (1907). Edda Sæmundar Hinns Frôða The Edda of Sæmund the Learned. Part I. London Trübner & Co